# ملوودوپا
ملوودوپا (انگلیسی: Melevodopa) (نام تجاری Levomet) یک عامل دوپامینرژیک است.  این ماده متیل استر لوودوپا است. این دارو به شکل قرص به عنوان یک پیش‌داروی جوشان با ۲۵۰ برابر حلالیت در آب قرص لوودوپا به کار می‌رود.